# Karatjajere
Karatjajere er en oprindelig tyrkisk etnisk gruppe i Nordkaukasus.
Ifølge folketællingen fra 2010 lever der 218.406 karatjajere i Rusland, heraf 194.324 (41% af befolkningen) i den autonome republik Republikken Karatjajevo-Tjerkessien i Den russiske føderation. På verdensplan anslås antallet til mere end 260.000 karatjajere, herunder indfødte efterkommere af flygtninge fra 1800-tallet i Tyrkiet.
Karatjajerne er nært beslægtet med balkarerne. Begge grupper taler dialekter af sproget karatjajbalkarisk.
Ved udgangen af 1600-tallet var flertallet af karatjajere ortodoks kristne, hvorefter de konverterede til sunnimuslimer.